# Piràmide renal
La piràmide renal (o piràmide de Malpighi) és un teixit que té forma de con en el ronyó. La medul·la conté de 8 a 18 d'aquestes subdivisions còniques. L'àmplia base de cada piràmide s'enfronta al còrtex, i el seu àpex, o papil·la, cap a l'interior. Les piràmides semblen ratllades perquè estan formades pels segments dels túbuls paral·lels dels nefrons.